# Rhyacophila gudrunae
Rhyacophila gudrunae är en nattsländeart som beskrevs av Malicky 1972. Rhyacophila gudrunae ingår i släktet Rhyacophila och familjen rovnattsländor. Inga underarter finns listade i Catalogue of Life.